# Робінсон Тауншип (округ Вашингтон, Пенсільванія)
Робінсон Тауншип (англ. Robinson Township) — селище (англ. township) в США, в окрузі Вашингтон штату Пенсільванія. Населення — 1707 осіб (2020).

## Демографія
Згідно з переписом 2010 року, у селищі мешкала 1931 особа в 800 домогосподарствах у складі 561 родини. Було 855 помешкань
Расовий склад населення:
| - 97,2 % — білих - 1,2 % — чорних або афроамериканців - 0,3 % — азіатів - 0,1 % — вихідців з тихоокеанських островів - 0,1 % — корінних американців |

До двох чи більше рас належало 1,2 %. Частка іспаномовних становила 0,3 % від усіх жителів.
За віковим діапазоном населення розподілялося таким чином: 20,0 % — особи молодші 18 років, 63,6 % — особи у віці 18—64 років, 16,4 % — особи у віці 65 років та старші. Медіана віку мешканця становила 44,6 року. На 100 осіб жіночої статі у селищі припадало 106,3 чоловіків;  на 100 жінок у віці від 18 років та старших — 105,7 чоловіків також старших 18 років.
Середній дохід на одне домашнє господарство  становив 56 144 долари США (медіана — 47 719), а середній дохід на одну сім'ю — 67 362 долари (медіана — 54 083). Медіана доходів становила 42 167 доларів для чоловіків та 35 972 долари для жінок. За межею бідності перебувало 8,6 % осіб, у тому числі 12,0 % дітей у віці до 18 років та 4,9 % осіб у віці 65 років та старших.
Цивільне працевлаштоване населення становило 975 осіб. Основні галузі зайнятості: освіта, охорона здоров'я та соціальна допомога — 23,8 %, роздрібна торгівля — 19,8 %, мистецтво, розваги та відпочинок — 13,7 %, виробництво — 10,6 %.